# Jutta Langenbacher-Liebgott
Jutta Langenbacher-Liebgott (* 15. Juli 1951 in Mannheim) ist eine deutsche Romanistin und Professorin für Romanistische Sprachwissenschaft an der Universität Paderborn.

## Leben
Jutta Langenbacher-Liebgott promovierte 1980 am Romanischen Seminar der Universität Heidelberg zum Doktor der Philologie und arbeitete anschließend an gleicher Stelle zwölf Jahre lang als Hochschulassistentin bzw. Wissenschaftliche Angestellte. Von 1987 bis 1992 versah sie die Redaktionsleitung des Diccionario del Español Medieval, herausgegeben von der Heidelberger Akademie der Wissenschaften. 1989 erfolgte ihre Habilitation. In den Jahren 1990 bis 1992 vertrat sie für die Dauer von zwei Semestern die Professur für Romanistische Sprachwissenschaft mit dem Schwerpunkt Hispanistik an der Universität Paderborn, 1992 wurde sie dann zur Professorin an der Universität Paderborn ernannt. Jutta Langenbacher-Liebgott war von 2000 bis 2007 Mitglied des Vorstands des DAAD (Deutscher Akademischer Austauschdienst) und von 2004 bis 2007 stellvertretende Vorsitzende des Paderborner Lehrerausbildungszentrums (PLAZ). Ende Februar 2017 wird sie in Pension gehen, leitet aber darüber hinaus das DFG-Forschungsprojekt DEMel- Diccionario del Español Medieval electrónico, das eine Kooperation zwischen der Universität Paderborn und der Universität Rostock ist. Die dortige Leitung hat Rafael Arnold.

## Werke
- Das „néo-français“, Sprachkonzeption und kritische Auseinandersetzung Raymond Queneaus mit dem Französischen der Gegenwart. Frankfurt am Main, 1981. ISBN 3-8204-6200-7
- Zusammen mit Rafael Arnold: Cosmos Léxico. Contribuciones a la Lexicología y a la Lexicografía Hispánicas. Frankfurt am Main, 2006. ISBN 3-631-56022-2